# KXTG
Koordinaten: 45° 24′ 4,4″ N, 122° 26′ 51,3″ W
| KXTG |

KXTG ist ein Sportradiosender aus Portland, Oregon. Der Sender gehört Alpha Media und sendet auf Mittelwelle 750 kHz.

## Geschichte
Der Sender strahlte sein erstes Signal unter dem Rufzeichen „KXL“ am 13. Dezember 1926 vom obersten Stockwerk des Mallory Hotel in Portland aus. Die Ausstrahlung begann mit einem Konzert des Mallory Orchestras. Im Jahr darauf zog der Sender in das Rose Studio im Bedell Building.
2011 änderte der Sender nach 85 Jahren sein Rufzeichen zu KXTG und übernimmt seitdem Programme von NBC Sports Radio.